# Wochenkalender
Wochenkalender sind Jahreskalender, deren wichtigste Unterteilung nicht Monate, sondern Wochen sind. Solche Kalender können auch mit Monatskalendern innerhalb eines Kalendersystems parallel genutzt werden. Insbesondere der internationale Standard ISO 8601 definiert über die Nummerierung der Kalenderwochen indirekt einen Wochenkalender.

## Schaltjahre
Der ISO-Wochenkalender hängt vom Gregorianischen Kalender ab, indem das gregorianische Jahr normalerweise in 52 vollständige Wochen (364 Tage) aufgeteilt wird, wobei jeweils bis zu 3 Tage aus dem Dezember des Vorjahres einerseits und aus dem Januar des Folgejahres andererseits einbezogen werden können, und gegebenenfalls – etwa alle 5 bis 6 Jahre – eine 53. Woche angehängt wird (damit 371 Tage), die auch Schaltwoche genannt wird.
Wochenkalender, die kompatibel zu ISO 8601 sein sollen, folgen einem 400-jährlichen Zyklus, in dem es 71 Jahre mit Schaltwochen gibt, während es im gleichen Zeitraum 97 Gregorianische Schaltjahre (mit 29. Februar) gibt.
(400 − 97) a · 365 d/a + 97 a · 366 d/a = (400 − 71) a · 364 d/a + 71 a · 371 d = 146097 d
146097 d ÷ 400 a = 365,2425 d/a = 365 d + 5 h + 49 min + 12 s
In jedem Zyklus, der in einem beliebigen Jahr mit der Nummer 400·n + 1 (z. B. n = 5 für 2001) beginnt, sind dies die Jahre mit 53 Wochen, d. h. sie beginnen an einem Donnerstag und enden an einem Donnerstag in Gemeinjahren bzw. einem Freitag in Schaltjahren:
004, 009, 015, 020, 026, 032, 037, 043, 048, 054, 060, 065, 071, 076, 082, 088, 093, 099, 105, 111, 116, 122, 128, 133, 139, 144, 150, 156, 161, 167, 172, 178, 184, 189, 195, 201, 207, 212, 218, 224, 229, 235, 240, 246, 252, 257, 263, 268, 274, 280, 285, 291, 296, 303, 308, 314, 320, 325, 331, 336, 342, 348, 353, 359, 364, 370, 376, 381, 387, 392, 398.

## Umstellung
Die Jahre, in denen der 1. Januar im gregorianischen Kalender ein Montag ist und die darum eine Umstellung auf einen kompatiblen Wochenkalender etwas erleichtern würden, sind folgende:
001, 007, 018, 024, 029, 035, 046, 052, 057, 063, 074, 080, 085, 091, 103, 114, 120, 125, 131, 142, 148, 153, 159, 170, 176, 181, 187, 198, 210, 216, 221, 227, 238, 244, 249, 255, 266, 272, 277, 283, 294, 300, 306, 312, 317, 323, 334, 340, 345, 351, 362, 368, 373, 379, 390, 396.

## Umsetzungen und Vorschläge
Obwohl Wochenkalender prinzipiell parallel zum gebräuchlichen Monatskalender benutzt werden können und von der Wirtschaft auch werden, gibt es verschiedene Vorschläge, die Monate (und Quartale) neu anzuordnen, sodass sie normalerweise eine runde und gleichmäßige Zahl vollständiger Wochen enthalten.

### 13-Monate-Kalender
Bei einer einheitlichen Monatslänge von 4 Wochen passen 13 Monate in ein normales Wochenjahr von 364 Tagen. Es gibt verschiedene Kalenderentwürfe, die sich dieser Tatsache bedienen und sich in mehreren Details unterscheiden:
Sie können jährlich einen 365. Tag und in Schaltjahren einen 366. Tag vorsehen, die keiner Woche und keinem Monat zugehören und an verschiedenen Stellen im Jahr eingeschoben werden, oder sie führen wie ISO 8601 ggf. eine 53. Schaltwoche ein, die wiederum zu verschiedenen Monaten gehört oder einen eigenen, 14. Monat bilden kann, der meistens am Ende des Jahres steht, aber prinzipiell zwischen 2 beliebigen Monaten eingefügt werden kann.
Manche Reformvorschläge sehen für alle Monate (einige außerdem für die Wochentage) neue Namen vor, während sich andere auf den zusätzlichen Monat (z. B. Jaktober) beschränken, der allerdings wiederum an verschiedenen Stellen im Jahr – meist in der Mitte oder am Ende – eingefügt werden kann.
Zu ersteren gehört der Positivisten-Kalender, welcher 1849 von Auguste Comte (daher auch Comte-Kalender) entwickelt wurde. Während er die traditionellen Wochentagsnamen beibehielt, benannte er die Monate und einzelnen Tage im Jahr um nach berühmten Persönlichkeiten. Nicht zuletzt deswegen konnte er sich in der Form nicht durchsetzen. 1923 wurde er von Moses Cotsworth zum Internationalen Ewigen Kalender umgebaut. Cotsworth behielt die traditionellen Monatsnamen, lediglich den 13. Monat in der Mitte des Jahres nannte er wahlweise Sol oder Midi. Beide Kalender haben, in Normaljahren einen und in Schaltjahren zwei, Zusatztage. Im Comte-Kalender liegen sie als Weiße Tage am Ende des Jahres, im Internationalen Ewigen Kalender liegt der Extratag am Ende des Jahres, der Schalttag dagegen am Ende des Juni.
Eine Variante beider Kalender ist der New-Earth-Kalender. Er hat dieselben Monatslängen und wie der Internationale Ewige Kalender verwendet er die traditionellen Monatsnamen. Lediglich der 13. Monat in der Mitte des Jahres heißt Luna. Anders als der Internationale Ewige und der Positivisten-Kalender verwendet der New-Earth-Kalender keine Zusatztage, sondern fügt stattdessen eine Schaltwoche am Ende des Jahres ein.
Dieses System mit einheitlicher Monatslänge ermöglicht den statistischen Vergleich mit Vor- und Folgemonaten, lässt sich aber schlecht in Quartale gliedern, sodass es für Wirtschaftszweige ohne große jahreszeitliche Schwankungen interessanter ist als für andere.

### Quartalskalender
In der Wirtschaft ist es üblich, das Jahr zu Buchhaltungszwecken in 4 Quartale aufzuteilen, die statt 3 vollständigen Monaten 13 vollständige Arbeitswochen enthalten. In manchen Wirtschaftszweigen mancher Länder werden diese wiederum künstlich in 2 Monate zu 4 Wochen und einen Monat mit 5 Wochen aufgeteilt. Diese Aufteilung kann im Muster 5-4-4, 4-5-4 oder 4-4-5 geschehen, wobei das letzte das häufigste genutzte Schema ist. Das Wirtschafts- bzw. Buchhaltungsjahr kann prinzipiell zu jedem Zeitpunkt des Kalenderjahres beginnen, meistens jedoch zu einem Monatsanfang oder zu einem Wochenanfang (Montag oder Sonntag) in dessen Nähe, wobei manchmal die Definition über das Ende (zum Monatsende bzw. an einem Sonntag oder Samstag) vorgezogen wird.
Ein praktischer Entwurf für einen Quartalskalender ist der Weltkalender von Marco Mastrofini. Jedes Quartal hat darin drei Monate, wovon der erste Monat 31 und die restlichen Monate 30 Tage haben. Hinzu kommt, ähnlich wie beim Internationalen Ewigen Kalender ein zusätzlicher Welttag am Ende des Jahres sowie in Schaltjahren ein Schalttag am Ende des Juni. Eine Variante des Weltkalenders ist der Common-Civil-Calendar. Anders als im Weltkalender hat hier immer der letzte Monat eines Quartals 31 Tage. Außerdem fügt er anstelle der Zusatztage eine Schaltwoche ein. Diese liegt in der Mitte des Jahres und trägt den Namen „Newton“, da sie außerhalb des Monatsrhythmuses steht.
In diesem System ist der statistische Vergleich von Vor- und Folgequartalen sowie der zwischen Vorjahres- und Folgejahresquartalen und -monaten sinnvoll möglich, aber nicht der zwischen Vor- und Folgemonat.

### Symmetry 4-5-4
Dieser Kalenderentwurf verwendet konform zu ISO 8601 den Montag als ersten Tag der Woche. Er hat in Gemeinjahren vier exakt gleich lange Quartale (13 Wochen oder 91 Tage), und jeder Monat beginnt an einem Montag. Die Monate – mit den traditionellen Namen – sind entweder vier oder fünf Wochen (also 28 oder 35 Tage) lang; jeweils der mittlere Monat eines Quartals ist der längere. Zusätzlich wird dem Dezember alle fünf bis sechs Jahre – einmal in 400 Jahren im siebten Jahr – eine Schaltwoche von normaler Länge angehängt.
Der Kalender ist daher wenig lunar geprägt.
Bromberg bevorzugt statt der Abhängigkeit vom Gregorianischen Monatskalender ein astronomisch genaueres Verfahren zur Schaltjahrberechnung, in dem 52 Schaltwochen gleichmäßig über einen 293-Jahres-Zyklus verteilt werden.
(293 − 52) · 364 + 52 · 371 = 87724 + 19292 = 107016
107016 ÷ 293 = 365,242320819 = 365 d + 5 h + 48 min + ca. 56,52 s
| MW |
| 1  |
| 2  |
| 3  |
| 4  |
| 5  |

| Mo | Di | Mi | Do | Fr | Sa | So |
| -- | -- | -- | -- | -- | -- | -- |
| 1  | 2  | 3  | 4  | 5  | 6  | 7  |
| 8  | 9  | 10 | 11 | 12 | 13 | 14 |
| 15 | 16 | 17 | 18 | 19 | 20 | 21 |
| 22 | 23 | 24 | 25 | 26 | 27 | 28 |
|    |    |    |    |    |    |    |

| Mo | Di | Mi | Do | Fr | Sa | So |
| -- | -- | -- | -- | -- | -- | -- |
| 1  | 2  | 3  | 4  | 5  | 6  | 7  |
| 8  | 9  | 10 | 11 | 12 | 13 | 14 |
| 15 | 16 | 17 | 18 | 19 | 20 | 21 |
| 22 | 23 | 24 | 25 | 26 | 27 | 28 |
| 29 | 30 | 31 | 32 | 33 | 34 | 35 |

| Mo | Di | Mi | Do | Fr | Sa | So |
| -- | -- | -- | -- | -- | -- | -- |
| 1  | 2  | 3  | 4  | 5  | 6  | 7  |
| 8  | 9  | 10 | 11 | 12 | 13 | 14 |
| 15 | 16 | 17 | 18 | 19 | 20 | 21 |
| 22 | 23 | 24 | 25 | 26 | 27 | 28 |
| 29 | 30 | 31 | 32 | 33 | 34 | 35 |

| Monat | Monat | Monat | Monat | Mo | Di | Mi | Do | Fr | Sa | So | MW | Woche | Woche | Woche | Woche |
| ----- | ----- | ----- | ----- | -- | -- | -- | -- | -- | -- | -- | -- | ----- | ----- | ----- | ----- |
| Jan   | Apr   | Jul   | Okt   | 1  | 2  | 3  | 4  | 5  | 6  | 7  | 1  | 1     | 14    | 27    | 40    |
| Jan   | Apr   | Jul   | Okt   | 8  | 9  | 10 | 11 | 12 | 13 | 14 | 2  | 2     | 15    | 28    | 41    |
| Jan   | Apr   | Jul   | Okt   | 15 | 16 | 17 | 18 | 19 | 20 | 21 | 3  | 3     | 16    | 29    | 42    |
| Jan   | Apr   | Jul   | Okt   | 22 | 23 | 24 | 25 | 26 | 27 | 28 | 4  | 4     | 17    | 30    | 43    |
| Feb   | Mai   | Aug   | Nov   | 1  | 2  | 3  | 4  | 5  | 6  | 7  | 1  | 5     | 18    | 31    | 44    |
| Feb   | Mai   | Aug   | Nov   | 8  | 9  | 10 | 11 | 12 | 13 | 14 | 2  | 6     | 19    | 32    | 45    |
| Feb   | Mai   | Aug   | Nov   | 15 | 16 | 17 | 18 | 19 | 20 | 21 | 3  | 7     | 20    | 33    | 46    |
| Feb   | Mai   | Aug   | Nov   | 22 | 23 | 24 | 25 | 26 | 27 | 28 | 4  | 8     | 21    | 34    | 47    |
| Feb   | Mai   | Aug   | Nov   | 29 | 30 | 31 | 32 | 33 | 34 | 35 | 5  | 9     | 22    | 35    | 48    |
| Mrz   | Jun   | Sep   | Dez   | 1  | 2  | 3  | 4  | 5  | 6  | 7  | 1  | 10    | 23    | 36    | 49    |
| Mrz   | Jun   | Sep   | Dez   | 8  | 9  | 10 | 11 | 12 | 13 | 14 | 2  | 11    | 24    | 37    | 50    |
| Mrz   | Jun   | Sep   | Dez   | 15 | 16 | 17 | 18 | 19 | 20 | 21 | 3  | 12    | 25    | 38    | 51    |
| Mrz   | Jun   | Sep   | Dez   | 22 | 23 | 24 | 25 | 26 | 27 | 28 | 4  | 13    | 26    | 39    | 52    |
|       |       |       | Dez   | 29 | 30 | 31 | 32 | 33 | 34 | 35 | 5  |       |       |       | 53    |

Der Name Symmetry 454 kommt daher, dass jedes Quartal aus drei Monaten mit 4 + 5 + 4 Wochen (91 Tagen) besteht. Gleichmäßig aufgeteilte Quartale sind von Vorteil für die Wirtschaft (Finanzplanung) und auch für statistische Untersuchungen (Quartals-Statistiken werden vergleichbarer). Die einzige Ausnahme von diesen 91-Tage-Quartalen bildet das letzte Quartal in Schaltjahren, dort wird dem Dezember eine fünfte Woche hinzugefügt. Außerdem hätten nach diesem Kalender alle Monate eine volle Anzahl von Wochen, keine Teilwochen.
Alle Feiertage, Geburts- und Jahrestage wären fixiert und fänden jährlich am gleichen Wochentag in der gleichen Woche des Jahres statt. Dazu wird entweder das bisherige Monat-Tag-Datum beibehalten oder das Datum im rückwärts angewandten neuen Kalender gewählt. Wäre der 9. November in Deutschland wegen seiner vielfältigen historischen Bedeutung ein Feier- und Gedenktag, so würde man dies im Symmetry-Kalender nicht wiederfinden: 1918 war er ein Samstag, 1938 ein Mittwoch und 1989 ein Donnerstag, in Sym454 aber ein Dienstag und in Sym303130 ein Donnerstag.
Ostern könnte auf den 7. April gelegt werden, wodurch auch alle anderen bisher beweglichen christlichen Feiertage fixiert werden würden. Obwohl die Osterregel erst die Verbindung zwischen dem gregorianischen Sonnenkalender und dem gregorianischen Mondkalender schafft, schlug die katholische Kirche 1975 vor, ab 1977 Ostern/Pascha immer am Sonntag nach dem zweiten Samstag im April zu feiern, wohingegen 1997 der Ökumenische Rat der Kirchen (ÖRK) eine an das Konzil von Nicäa angelehnte kalenderbefreite, rein astronomische Regelung vorschlug.

### Symmetry 0-1-0
Alternativ oder parallel schlägt Bromberg einen konservativeren Kalender mit 30- und 31-tägigen Monaten (sowie 37 im Schaltjahresdezember) ohne gerade Wochenzahl vor (Symmetry 0-1-0 oder 30-31-30).
| Monat | Monat | Monat | Monat | Mo | Di | Mi | Do | Fr | Sa | So | MW | Woche | Woche | Woche | Woche |
| ----- | ----- | ----- | ----- | -- | -- | -- | -- | -- | -- | -- | -- | ----- | ----- | ----- | ----- |
| Jan   | Apr   | Jul   | Okt   | 1  | 2  | 3  | 4  | 5  | 6  | 7  | 1  | 1     | 14    | 27    | 40    |
| Jan   | Apr   | Jul   | Okt   | 8  | 9  | 10 | 11 | 12 | 13 | 14 | 2  | 2     | 15    | 28    | 41    |
| Jan   | Apr   | Jul   | Okt   | 15 | 16 | 17 | 18 | 19 | 20 | 21 | 3  | 3     | 16    | 29    | 42    |
| Jan   | Apr   | Jul   | Okt   | 22 | 23 | 24 | 25 | 26 | 27 | 28 | 4  | 4     | 17    | 30    | 43    |
| Feb   | Mai   | Aug   | Nov   | 29 | 30 | 1  | 2  | 3  | 4  | 5  | 1  | 5     | 18    | 31    | 44    |
| Feb   | Mai   | Aug   | Nov   | 6  | 7  | 8  | 9  | 10 | 11 | 12 | 2  | 6     | 19    | 32    | 45    |
| Feb   | Mai   | Aug   | Nov   | 13 | 14 | 15 | 16 | 17 | 18 | 19 | 3  | 7     | 20    | 33    | 46    |
| Feb   | Mai   | Aug   | Nov   | 20 | 21 | 22 | 23 | 24 | 25 | 26 | 4  | 8     | 21    | 34    | 47    |
| Feb   | Mai   | Aug   | Nov   | 27 | 28 | 29 | 30 | 31 | 1  | 2  | 5  | 9     | 22    | 35    | 48    |
| Mrz   | Jun   | Sep   | Dez   | 3  | 4  | 5  | 6  | 7  | 8  | 9  | 1  | 10    | 23    | 36    | 49    |
| Mrz   | Jun   | Sep   | Dez   | 10 | 11 | 12 | 13 | 14 | 15 | 16 | 2  | 11    | 24    | 37    | 50    |
| Mrz   | Jun   | Sep   | Dez   | 17 | 18 | 19 | 20 | 21 | 22 | 23 | 3  | 12    | 25    | 38    | 51    |
| Mrz   | Jun   | Sep   | Dez   | 24 | 25 | 26 | 27 | 28 | 29 | 30 | 4  | 13    | 26    | 39    | 52    |
|       |       |       | Dez   | 31 | 32 | 33 | 34 | 35 | 36 | 37 | 5  |       |       |       | 53    |